# Jens Peter Christensen
Jens Peter Christensen (født 1. november 1956 i Skive) er en dansk højesteretsdommer. Han blev højesteretspræsident 1. november 2022 efter Thomas Rørdam.
Han blev student 1975, cand.phil. 1980, cand.scient.pol. 1982, lic.jur. 1990, cand.jur. 1992 og dr.jur. 1997.
Christensen har været fuldmægtig i Københavns Kommune 1983-84, adjunkt ved Institut for Statskundskab, Aarhus Universitet 1984-85, fuldmægtig i Undervisningsministeriet 1985-88, kandidatstipendiat ved Juridisk Institut, Aarhus Universitet 1988-90, lektor i offentlig ret 1990-98, professor i offentlig ret 1998-2011, konstitueret landsdommer i Vestre Landsret 1999-2000. I 2006 blev han udnævnt til dommer i Højesteret. Han er formand for Domstolsstyrelsen og Valgnævnet.
Christensen var undervisningsassistent i nationaløkonomi ved Aarhus Universitet 1979-82, ved Københavns Universitet 1983-87 og ved Handelshøjskolen i København 1986-92, i erhvervsret 1992-94, i statsret ved Københavns Universitet 1987-97.

## Øvrige tillidshverv
- Fagkonsulent ved Jurist- og Økonomforbundets Forlag fra 1995
- Censor i statskundskab ved Aarhus og Københavns Universiteter fra 1997
- Medlem af forretningsudvalget for Nordisk Administrativt Forbund fra 1999
- Medredaktør af Ugeskrift for Retsvæsens litterære afd. fra 2003
- Medlem af Udvalget vedr. Undersøgelsesorganer 1994-96 (betænkning 1315/1996)
- Medlem af Statens Samfundsvidenskabelige Forskningsråd 1995-98
- Medlem af Folketingets Grundlovskomité 1996-99
- Medlem af Udvalget om forholdet mellem minister og embedsmænd 1997-98 (bet. 1354/1998)
- Udpeget af Finansministeriet til at udarbejde udredningen ”Offentligt Ansatte Chefers Ansvar” udg. 1998
- Medlem af Udvalget vedr. PET og FE fra 1998-2012 (betænkning 1529/2012)
- Medlem af Valgretsnævnet (senere Valgnævnet) fra 1999 til 2012
- Formand for Ekspertgruppen vedr. indsigt i den kommunale administration 2002 (betænkning 1425/2002)
- Formand for Valgretsudvalget 2003 (betænkning 1432/2003)
- Formand for Udvalget om embedsmænds rådgivning og bistand (Spindoktorudvalget) 2003 (betænkning 1443/2004)
- Medlem af Procesbevillingsnævnet 2004-06
- Formand for Udvalget om offentligt ansattes ytringsfrihed og meddeleret 2004 (betænkning 1472/2006)
- Formand for Domstolsstyrelsens bestyrelse fra 2011
- Formand for Valgnævnet fra 2012
- Formand for Udvalget om særlige rådgivere fra 2012
- Formand for § 66-udvalget (lovforberedende udvalg til opfølgning på Farum-Kommissionens anbefalinger) fra 2012